# Редик (Илиноис)
Редик (енгл. Reddick) град је у америчкој савезној држави Илиноис.

## Демографија
По попису из 2010. године број становника је 163, што је 56 (-25,6%) становника мање него 2000. године.
| Група             | 2000.       | 2010.       |
| Белци             | 213 (97,3%) | 160 (98,2%) |
| Афроамериканци    | 0 (0,0%)    | 0 (0,0%)    |
| Азијати           | 0 (0,0%)    | 0 (0,0%)    |
| Хиспаноамериканци | 1 (0,5%)    | 3 (1,8%)    |
| Укупно            | 219         | 163         |